# Рафаель Ботті
Рафаель Ботті (порт. Raphael Botti, нар. 23 лютого 1981, Жуїз-ді-Фора) — бразильський футболіст, що грав на позиції півзахисника.

## Ігрова кар'єра
У дорослому футболі дебютував 2000 року виступами за команду «Васко да Гама», в якій провів один сезон, взявши участь у 20 матчах чемпіонату.
У 2002 році він вирішив перейти в корейську К-Лігу і продовжив кар'єру в «Чонбук Хьонде Моторс». Саме там він провів свої найкращі матчі, кульмінацією яких став трофей за перемогу в Азійській Лізі чемпіонів 2006 року. Ботті став одним із героїв останнього двоматчевого фіналу, оскільки в першому матчі зумів забити гол. Наступного року гравець залишив Південну Корею і вирушив у японську Джей-лігу, ставши на правах оренди японського клубу «Віссел» (Кобе), а в 2009 році перебрався туди на постійній основі.
У 2011 році гравець повернувся на батьківщину і протягом трьох сезонів виступав за «Фігейренсе», а завершив ігрову кар'єру у тайській команді «Армі Юнайтед», за яку виступав протягом 2014—2016 років.

## Титули і досягнення
- Переможець Ліги чемпіонів АФК (1):

«Чонбук Хьонде Моторс»: 2006